# Soupisky hokejových reprezentací na MS 2006
Soupisky hokejových reprezentací na MS 2006 uvádějí seznamy hráčů nejúspěšnějších reprezentačních hokejových mužstev, která se zúčastnila Mistrovství světa v ledním hokeji 2006.

## Medailisté

### Soupiska švédského týmu
- Trenéři Bengt-Ake Gustafsson, Jan Karlsson, Tommy Samuelsson

| Brankáři | Stefan Liv        | HV71              |
|          | Johan Holmqvist   | Brynäs IF         |
|          | Daniel Henriksson | Färjestad BK      |
| Obránci  | Mattias Timander  | MODO Hockey       |
|          | Magnus Johansson  | Linköpings HC     |
|          | Niklas Kronwall   | Detroit Red Wings |
|          | Per Hallberg      | Färjestad BK      |
|          | Ronnie Sundin     | Frölunda HC       |
|          | Andreas Holmqvist | Linköpings HC     |
|          | Kenny Jönsson –   | Rögle BK          |
| Útočníci | Tony Martensson   | Linköpings HC     |
|          | Jesper Mattsson   | Färjestad BK      |
|          | Mikael Samuelsson | Detroit Red Wings |
|          | Mathias Johansson | Färjestad BK      |
|          | Johan Franzén     | Detroit Red Wings |
|          | Joel Lundqvist    | Frölunda HC       |
|          | Andreas Karlsson  | HV71              |
|          | Björn Melin       | HV71              |
|          | Fredrik Emvall    | Linköpings HC     |
|          | Henrik Zetterberg | Detroit Red Wings |
|          | Mika Hannula      | HV71              |
|          | Michael Nylander  | New York Rangers  |
|          | Jonas Nordquist   | Luleå HF          |
|          | Nicklas Bäckström | Brynäs IF         |
|          | Jörgen Jönsson    | Färjestad BK      |

### Soupiska českého týmu
- Trenéři Alois Hadamczik, Josef Paleček, František Musil

| Brankáři | Milan Hnilička    | Bílí Tygři Liberec    |
|          | Adam Svoboda      | HC Slavia Praha       |
|          | Tomáš Pöpperle    | Eisbären Berlín       |
| Obránci  | Lukáš Krajíček    | Florida Panthers      |
|          | Zbyněk Michálek   | Phoenix Coyotes       |
|          | Martin Richter    | Bílí Tygři Liberec    |
|          | Tomáš Kaberle     | Toronto Maple Leafs   |
|          | Jan Hejda         | Chimik Voskresensk    |
|          | Martin Škoula     | Minnesota Wild        |
|          | Zdeněk Kutlák     | HC České Budějovice   |
|          | Miroslav Blaťák   | HC Hamé Zlín          |
| Útočníci | David Výborný –   | Columbus Blue Jackets |
|          | Petr Hubáček      | HC Vítkovice Steel    |
|          | Tomáš Plekanec    | Montreal Canadiens    |
|          | Jaroslav Hlinka   | HC Sparta Praha       |
|          | Jaroslav Bednář   | HC Slavia Praha       |
|          | Jan Hlaváč        | Ženeva-Servette HC    |
|          | Jan Bulis         | Montreal Canadiens    |
|          | Jaroslav Balaštík | Columbus Blue Jackets |
|          | Tomáš Rolinek     | HC Moeller Pardubice  |
|          | Patrik Štefan     | Atlanta Thrashers     |
|          | Martin Erat       | Nashville Predators   |
|          | Zbyněk Irgl       | HC Vítkovice Steel    |
|          | Petr Tenkrát      | Oulun Kärpät          |
|          | Ivo Prorok        | HC Slavia Praha       |

### Soupiska finského týmu
- Trenéři Erkka Westerlund, Hannu Virta, Risto Dufa

| Brankáři | Fredrik Norrena   | Linköpings HC       |
|          | Antero Niittymäki | Philadelphia Flyers |
|          | Niklas Bäckström  | Oulun Kärpät        |
| Obránci  | Petteri Nummelin  | HC Lugano           |
|          | Lasse Kukkonen    | Oulun Kärpät        |
|          | Pekka Saravo      | Luleå HF            |
|          | Aki Berg          | Toronto Maple Leafs |
|          | Mikko Luoma       | Linköpings HC       |
|          | Tuukka Mantyla    | Tappara Tampere     |
|          | Mikko Lehtonen    | Oulun Kärpät        |
| Útočníci | Sean Bergenheim   | New York Islanders  |
|          | Olli Jokinen      | Florida Panthers    |
|          | Tuomo Ruutu       | Chicago Blackhawks  |
|          | Ville Peltonen –  | HC Lugano           |
|          | Antti Miettinen   | Dallas Stars        |
|          | Mikko Koivu       | Minnesota Wild      |
|          | Tommi Santala     | Jokerit             |
|          | Riku Hahl         | HC Davos            |
|          | Jari Viuhkola     | Oulun Kärpät        |
|          | Jukka Hentunen    | HC Lugano           |
|          | Jani Rita         | Pittsburgh Penguins |
|          | Jussi Jokinen     | Dallas Stars        |
|          | Jarkko Ruutu      | Vancouver Canucks   |
|          | Esa Pirnes        | Espoo Blues         |
|          | Tomi Kallio       | Frölunda HC         |

### Soupiska kanadského týmu
- Trenéři Marc Habscheid, Trent Yawney, Claude Julien

| Brankáři | Chris Mason        | Nashville Predators       |
|          | Marc Denis         | Columbus Blue Jackets     |
|          | Alex Auld          | Vancouver Canucks         |
| Obránci  | Dan Hamhuis        | Nashville Predators       |
|          | Stephane Robidas   | Dallas Stars              |
|          | Brent Seabrook     | Chicago Blackhawks        |
|          | Brad Stuart        | Boston Bruins             |
|          | Trevor Daley       | Dallas Stars              |
|          | Micki Dupont       | Eisbären Berlín           |
|          | Nick Schultz       | Minnesota Wild            |
| Útočníci | Jeff Carter        | Philadelphia Flyers       |
|          | Glen Metropolit    | HC Lugano                 |
|          | Mike Cammalleri    | Los Angeles Kings         |
|          | Brendan Shanahan – | Detroit Red Wings         |
|          | Scott Hartnell     | Nashville Predators       |
|          | Mike Richards      | Philadelphia Flyers       |
|          | Kyle Calder        | Chicago Blackhawks        |
|          | Stacey Roest       | SC Rapperswil-Jona Lakers |
|          | Brad Boyes         | Boston Bruins             |
|          | Matt Pettinger     | Washington Capitals       |
|          | Jason Williams     | Detroit Red Wings         |
|          | Patrice Bergeron   | Boston Bruins             |
|          | Sidney Crosby      | Pittsburgh Penguins       |
|          | Mike Comrie        | Phoenix Coyotes           |

### Soupiska ruského týmu
- Trenéři Vladimír Krikunov, Vladimir Jurzinov, Boris Michajlov

| Brankáři | Alexandr Fomičev     | CSKA Moskva            |
|          | Maxim Sokolov        | SKA Petrohrad          |
|          | Sergej Zvjagin       | HK Dynamo Moskva       |
| Obránci  | Vitalij Aťušov       | Metallurg Magnitogorsk |
|          | Dmitrij Bykov        | HK Dynamo Moskva       |
|          | Vadim Chomickij      | CSKA Moskva            |
|          | Kirill Kolcov        | Avangard Omsk          |
|          | Andrej Kručinin      | HK Lada Toljatti       |
|          | Denis Kuljaš         | HK Dynamo Moskva       |
|          | Georgij Mišarin      | CSKA Moskva            |
|          | Ilja Nikulin         | Ak Bars Kazaň          |
|          | Sergej Žukov         | Lokomotiv Jaroslavl    |
| Útočníci | Denis Archipov       | HK MVD Balašicha       |
|          | Igor Grigorenko      | Severstal Čerepovec    |
|          | Konstantin Gorovikov | Avangard Omsk          |
|          | Alexandr Charitonov  | HK Dynamo Moskva       |
|          | Igor Jemelejev       | SKA Petrohrad          |
|          | Nikolaj Kuljomin     | Metallurg Magnitogorsk |
|          | Jevgenij Malkin      | Metallurg Magnitogorsk |
|          | Alexej Michnov       | Lokomotiv Jaroslavl    |
|          | Sergej Mozjakin      | CSKA Moskva            |
|          | Alexandr Ovečkin     | Washington Capitals    |
|          | Alexandr Sjomin      | HK MVD Balašicha       |
|          | Maxim Sušinskij      | HK Dynamo Moskva       |
|          | Danis Zaripov        | Ak Bars Kazaň          |

### Soupiska amerického týmu
- Trenéři Jim Johannson, Jay Leach, Keith Allain

| Brankáři | Craig Anderson    | Chicago Blackhawks    |
|          | Jason Bacashihua  | St. Louis Blues       |
|          | David McKee       | Cornellova univerzita |
| Obránci  | Joe Corvo         | Los Angeles Kings     |
|          | Ryan Suter        | Nashville Predators   |
|          | Hal Gill          | Boston Bruins         |
|          | Frederick Meyer   | Philadelphia Flyers   |
|          | Andrew Alberts    | Boston Bruins         |
|          | Brooks Orpik      | Pittsburgh Penguins   |
|          | Michael Komisarek | Montreal Canadiens    |
| Útočníci | Phil Kessel       | Univ. of Minnesota    |
|          | Andy Hilbert      | Pittsburgh Penguins   |
|          | Patrick Osullivan | Houston Aeros         |
|          | Martin Reasoner   | Boston Bruins         |
|          | Ryan Malone       | Pittsburgh Penguins   |
|          | Mark Cullen       | Chicago Blackhawks    |
|          | Jim Slater        | Atlanta Thrashers     |
|          | Ryan Kesler       | Vancouver Canucks     |
|          | Richard Park –    | Vancouver Canucks     |
|          | Drew Stafford     | Univ. of North Dakota |
|          | Richard Umberger  | Philadelphia Flyers   |
|          | Yan Stastny       | Boston Bruins         |
|          | Dustin Brown      | Los Angeles Kings     |
|          | Adam Hall         | Nashville Predators   |

### Soupiska slovenského týmu
- Trenéři František Hossa, Ján Jaško, Jerguš Bača

| Brankáři | Karol Križan          | MODO Hockey           |
|          | Ján Lašák             | HC Moeller Pardubice  |
|          | Rastislav Staňa       | Södertälje SK         |
| Obránci  | Dominik Graňák        | HC Slavia Praha       |
|          | Tomáš Harant          | HC České Budějovice   |
|          | Stanislav Hudec       | HC Vítkovice          |
|          | Milan Jurčina         | Boston Bruins         |
|          | Dušan Milo            | Dynamax Nitra         |
|          | Richard Stehlík       | HC Sparta Praha       |
|          | Martin Štrbák         | CSKA Moskva           |
|          | René Vydarený         | HC České Budějovice   |
| Útočníci | Milan Bartovič        | Chicago Blackhawks    |
|          | Martin Cibák          | Tampa Bay Lightning   |
|          | Ivan Čiernik          | Kölner Haie           |
|          | Michal Hudec          | HC České Budějovice   |
|          | Marcel Hossa          | New York Rangers      |
|          | Marián Hossa –        | Atlanta Thrashers     |
|          | Richard Kapuš         | Metallurg Novokuzněck |
|          | Andrej Kollár         | Dynamax Nitra         |
|          | Miroslav Kováčik      | Dynamax Nitra         |
|          | Rastislav Pavlikovský | MODO Hockey           |
|          | Tomáš Surový          | Pittsburgh Penguins   |
|          | Ľubomír Vaic          | Bílí Tygři Liberec    |
|          | Miroslav Zálešák      | Södertälje SK         |